# Royal Olympic Football Club de Stockel
 (juin 2025).
Si vous disposez d'ouvrages ou d'articles de référence ou si vous connaissez des sites web de qualité traitant du thème abordé ici, merci de compléter l'article en donnant les références utiles à sa vérifiabilité et en les liant à la section « Notes et références ».
 (juillet 2025).
Motif : absence de résultats dans des championnats nationaux. Absence de sources secondaires centrées, indépendantes et pérennes. en l'état HC WP:FOOT et WP:CGN
- Archive Wikiwix
- Bing
- Cairn
- DuckDuckGo
- E. Universalis
- Gallica
- Google
- G. Books
- G. News
- G. Scholar
- Persée
- Qwant
- (zh) Baidu
- (ru) Yandex
- (wd) trouver des œuvres sur Wikidata

| 1. | Préciser le motif de la pose du bandeau. | Précisez le motif de la pose du bandeau en utilisant la syntaxe suivante : {{admissibilité à vérifier\|date=juillet 2025\|motif=remplacez ce texte par le motif}}                                           |
| 2. | Informer les utilisateurs concernés.     | Pensez à avertir le créateur de l'article, par exemple, en insérant le code ci-dessous sur sa page de discussion : {{subst:avertissement admissibilité à vérifier\|Royal Olympic Football Club de Stockel}} |

Le ROFC Stockel est un club de football belge basé à Stockel. Le club est affilié à la RBFA sous le numéro d'enregistrement 3031 et a le vert et le blanc comme couleurs du club.

## Histoire
Le club a vu le jour dans les années 1930, lorsque la branche Stokkelse du mouvement de jeunesse JOC a fondé une équipe de football. À cette époque, Stokkel était encore en grande partie située dans la campagne flamande, à la périphérie de Bruxelles. Ils ont joué au Bos van Stokkel, près du Quatre bras de Tervuren.
En 1941, ils rejoignirent finalement l'Association belge de football sous le nom de Groen-Wit Stokkel FC et reçurent le numéro d'enregistrement 3031. Le club a participé à la compétition en 1941/42, mais comme les terrains n'étaient pas adaptés, les matchs à domicile ont été joués sur le terrain du FC Wezembeek. La saison suivante, ils ont joué sur un terrain du White Star AC et ont remporté leur premier titre.
En 1946, un nouveau site sur la rue longue fut mis en service. En 1952, ils ont commencé à jouer sur un nouveau terrain de football communal sur l'Avenue de Hinnisdael. Stockel partageait le terrain avec l'Olympic Etterbeek. En 1959, Stockel jouait en troisième division provinciale et Etterbeek passait de la deuxième à la troisième division provinciale et les deux clubs décidèrent de fusionner. Le club fusionné s'appelait Olympic FC Stockel.
En 1975, le club a dû quitter son terrain de l'Avenue De Hinnisdael, lorsqu'il a dû faire place au centre commercial Stockel Square et à la station de métro Stockel. Au cours des années suivantes, le club a dû jouer sur d'autres terrains de la commune, jusqu'à ce que le nouveau terrain du "Club House" sur la Chaussée de Stockel soit mis en service en 1984.
En 1990, le FC Kelle voisin a été absorbé. Après des années en Troisième Division Provinciale, Stockel est à nouveau relégué en Quatrième Division Provinciale en 1998, le niveau le plus bas. 
En 2003, le terrain du Club House a été équipé de gazon artificiel. Stockel a réussi à revenir en troisième division provinciale, où ils sont finalement devenus champions en 2009 et ont été promus à nouveau en deuxième division provinciale. 
En 2014, le ROFC Stockel est devenu champion de la deuxième division provinciale et a ainsi été promu en première division provinciale, le plus haut niveau provincial.
En 2024, Après un saut en Division 3 Amateurs ACFF quelques années auparavant, le ROFC Stockel se restructure sous la houlette du Nouveau Président (Christian Neirinck) et de la Nouvelle Présidente (Corina Giosu) avec l'aide de leur tout nouveau Comité.